# Basilide
Pour les articles homonymes, voir Basilide (homonymie).
Basilide est un philosophe et théologien paléochrétien qui enseignait à Alexandrie au début du IIe siècle, sous les règnes des empereurs Hadrien puis Antonin, dont l'enseignement est connu de manière fragmentaire à travers différentes sources patristiques et traités d'hérésiologie dont certains en font le premier des gnostiques.  
Premier intellectuel chrétien et gnostique d'Égypte dont la réalité historique et littéraire soient discernables, son enseignement a été poursuivi par son fils Isidore. Ses adeptes ont formé une communauté appelée « Basilidiens » qui ne semble pas avoir survécu au-delà du IVe siècle.  

## Historiographie
L'existence historique de Basilide ne semble pas faire de doute. Néanmoins, les éléments de sa biographie et les contenus de son enseignement sont beaucoup plus incertains. Les sources antiques concernant tant le personnage que sa doctrine sont classifiées selon trois groupes d'auteurs distincts :  d'une part Clément d'Alexandrie, Origène, Eusèbe de Césarée et Hégémonius ; ensuite chez Irénée de Lyon puis, à sa suite, dans le Pseudo-Tertullien (en), chez Épiphane de Salamine et chez Philastre de Brescia ; enfin, chez Hippolyte de Rome.
Si la recherche contemporaine s'accorde sur la relative authenticité des informations et fragments issus du premier groupe, particulièrement les fragments rapportés par Clément, il y a débat sur la véracité des éléments rapportés par les autres ensembles de sources et, si une majorité de chercheurs tiennent les éléments d'Hippolyte pour dignes de foi, la relation provenant d'Irénée de Lyon apparaît généralement « sommaire et peu convaincante ».

## Éléments biographiques
La vie de ce premier intellectuel chrétien et gnostique d'Égypte dont la réalité historique et littéraire soient discernables reste cependant obscure et largement spéculative. Les sources antiques s'accordent néanmoins sur quelques éléments : Basilide est un chrétien qui enseigne à Alexandrie à l'époque d'Hadrien (117–138) puis d'Antonin (138–161) et a un fils nommé Isidore qui poursuit son enseignement.    
Tant son lieu d'origine que celui de sa formation sont inconnus, même si une origine alexandrine reste probable. D'après Clément, il se réclamait de la descendance apostolique de Pierre à travers l'enseignement qu'il avait reçu de l'un de ses disciple, un certain Glaucias ou, selon l'Elenchos, il se réclamait, ainsi que son fils Isidore, directement de l'apôtre Matthias qui avait reçu un enseignement singulier ou secret de Jésus.

## Doctrine
Basilide engage le gnosticisme sur la voie de l'abstraction et de la systématisation philosophique. Comme pour beaucoup de gnostiques, le point de départ de sa pensée, assez proche de celui de Carpocrate, est la recherche de l'origine du mal. L'enseignement de Basilide semble combiner l'héritage de la pensée grecque à des éléments juifs et chrétiens. 
Décrit comme d'un pessimisme exacerbé, son enseignement professe la césure complète entre le monde des hommes, irrémédiablement déficient, et le Dieu du Bien absolument transcendant. Monde et Dieu sont séparés par trois cent soixante-cinq cieux dont l'ultime est l'Esprit Saint qui constitue la limite du monde supérieur. Seuls des initiés instruits des mots de passe secrets peuvent franchir et surmonter les obstacles des puissances mauvaises. Dieu, au-delà de tous les êtres, est en lui-même un « non-être » où se crée la semence du monde, un « programme génétique d'un déterminisme inéluctable ». L'homme, lui, marqué par le péché, est souillé et soumis à une causalité aveugle qui le maintient dans la souffrance, dans un cycle de douleur que le Christ est envoyé pour rompre en amenant la partie transcendante de l'humanité vers le monde supérieur. Ce Sauveur, purement spirituel, enseigne la rupture et le mépris du monde visible et de ses puissances.

## Basilidiens
Ses adeptes ont formé une communauté appelée « Basilidiens » qui ne semble pas avoir survécu au-delà du IVe siècle, époque à laquelle il est encore attesté par Épiphane de Salamine.

### Sources antiques
- Irénée de Lyon, Contre les hérésies. Dénonciation et réfutation de la prétendue gnose au nom menteur (188), trad., Cerf, 1984.
- Hippolyte de Rome, Philosophoumena (en) ou Réfutation de toutes les hérésies (en) (vers 230), trad., Archè, Milan, 1988

### Recherche

#### Articles
- (en) Birger Pearson, « Basilides the Gnostic », dans Antti Marjanen & Petri Luomanen, A Companion to Second-Century Christian “Heretics”, Leiden-Boston, Brill, 2005 (ISBN 90 04 14464 1), p. 1-31
- (en) Winrich Alfried Löhr (de), « Basilides », dans Wouter Jacobus Hanegraaff, Antoine Faivre, R. van den Broek et Jean-Pierre Brach (éds.), Dictionary of Gnosis & Western Esotericism, t. I, Éditions Brill, 2005 (ISBN 9789004143722, lire en ligne), p. 164-168
- Michel Tardieu, « Basilide », dans Richard Goulet (dir.), Dictionnaire des philosophes antiques, t. II : Babélyca d'Argos à Dyscolius, CNRS Éditions, 1993 (ISBN 9782402065139, lire en ligne), p. 84-89

#### Ouvrages
- Claudio Moreschini et Enrico Norelli, Histoire de la littérature chrétienne antique grecque et latine, Labor et Fides, 2000, 510 p. (ISBN 978-2-8309-0942-5, présentation en ligne)
- (de) Winrich Alfried Löhr (de), Basilides und seine Schule : Eine Studie zur Theologie und Kirchengeschichte des zweiten Jahrhunderts, Tübingen, Mohr Siebeck Verlag, coll. « Wissenschaftliche Untersuchungen zum Neuen Testament » (no 83), 1996, 414 p. (ISBN 978-3-16-146300-6)

### Essais
- Michel Onfray, Contre-histoire de la philosophie, vol. 2 : Le Christianisme hédoniste, Grasset, 2006 [détail de l’édition], p 55-58.